# Kvarnsjön (Klövsjö socken, Jämtland)
Kvarnsjön är en sjö i Bergs kommun i Jämtland och ingår i Ljungans huvudavrinningsområde. Sjön har en area på 0,366 kvadratkilometer och ligger 376,2 meter över havet. Sjön avvattnas av vattendraget Kvarnån.

## Delavrinningsområde
Kvarnsjön ingår i det delavrinningsområde (693812-142620) som SMHI kallar för Utloppet av Kvarnsjön. Medelhöjden är 422 meter över havet och ytan är 7,19 kvadratkilometer. Räknas de 4 avrinningsområdena uppströms in blir den ackumulerade arean 37,85 kvadratkilometer. Kvarnån som avvattnar avrinningsområdet har biflödesordning 2, vilket innebär att vattnet flödar genom totalt 2 vattendrag innan det når havet efter 204 kilometer. Avrinningsområdet består mestadels av skog (60 procent) och sankmarker (23 procent). Avrinningsområdet har 0,36 kvadratkilometer vattenytor vilket ger det en sjöprocent på 5 procent.